# Gäddtjärnen (Degerfors socken, Västerbotten, 715065-167958)
Gäddtjärnen är en sjö i Vindelns kommun i Västerbotten och ingår i Umeälvens huvudavrinningsområde.